# Катрич Кирило Олександрович
Кирило Олександрович Катрич (3 квітня 1984, м. Київ, СРСР) — український хокеїст, захисник. Виступає за ХК Кривбас (Кривий Ріг) в Українській хокейній лізі.
Вихованець ДЮСШ «Крижинка» (Київ), перший тренер — В'ячеслав Лепеха. Виступав за «Крижинка» (Київ), ХК «Київ», «Сокіл» (Київ), «Прожим» (Георгені), Battle Creek Revolution (AAHL), Chicago Blaze (AAHL), «Куод Сіті Меллардс» (IHL).
У складі національної збірної України провів 4 матчі (0+1). У складі молодіжної збірної України учасник чемпіонату світу 2004.
Досягнення
- Чемпіон України (2008, 2016)
- Володар Кубка України (2007).